# スカンサーノ
スカンサーノ（伊: Scansano）は、イタリア共和国トスカーナ州グロッセート県にある、人口約4,300人の基礎自治体（コムーネ）。

## 地理

### 位置・広がり

#### 隣接コムーネ
隣接するコムーネは以下の通り。
- カンパニャーティコ
- グロッセート
- マリアーノ・イン・トスカーナ
- マンチャーノ
- ロッカルベーニャ

### 気候分類・地震分類
スカンサーノにおけるイタリアの気候分類 (it) および度日は、zona E, 2216 GGである。
また、イタリアの地震リスク階級 (it) では、zona 3 (sismicità bassa) に分類される。

## 行政

### 分離集落
スカンサーノには、以下の分離集落（フラツィオーネ）がある。
- Baccinello, Montorgiali, Murci, Pancole, Poggioferro, Polveraia, Pomonte, Preselle